# Suzemka
Suzemka è una cittadina della Russia europea occidentale, situata nella oblast' di Brjansk. È dipendente amministrativamente dal rajon Suzemskij, del quale è il capoluogo amministrativo.
Sorge nella parte meridionale della oblast', 134 chilometri a sudovest del capoluogo Brjansk, lungo la linea ferroviaria Brjansk-Konotop.